# Zemský okres Spréva-Nisa
Zemský okres Spréva-Nisa (německy Landkreis Spree-Neiße) je zemský okres v německé spolkové zemi Braniborsko. Sídlem správy zemského okresu je město Forst (Lausitz). Má přibližně 114 tisíc obyvatel.

## Města a obce
| Města: 1. Döbern (Derbno) 2. Drebkau (Drjowk) 3. Forst (Baršć) 4. Guben (Gubin) 5. Peitz (Picnjo) 6. Spremberg (Grodk) 7. Welzow (Wjelcej) | Obce: 1. Briesen (Brjazyna) 2. Burg (Spreewald) (Bórkowy (Błota)) 3. Dissen-Striesow (Dešno-Strjažow) 4. Drachhausen (Hochoza) 5. Drehnow (Drjenow) 6. Felixsee (Feliksowy jazor) 7. Groß Schacksdorf-Simmersdorf (Tšěšojce-Žymjerojce) 8. Guhrow (Góry) 9. Heinersbrück (Móst) 10. Jämlitz-Klein Düben (Jemjelica-Źěwink) 11. Jänschwalde (Janšojce) 12. Kolkwitz (Gołkojce) 13. Neiße-Malxetal (Dolina Nysa-Małksa) 14. Neuhausen/Spree (Kopańce) 15. Schenkendöbern (Derbno) 16. Schmogrow-Fehrow (Smogorjow-Prjawoz) 17. Tauer (Turjej) 18. Teichland (Gatojce) 19. Tschernitz (Cersk) 20. Turnow-Preilack (Turnow-Pśiłuk) 21. Werben (Wjerbno) 22. Wiesengrund (Łukojce) |